# Ancistrolepis
Genre
Ancistrolepis est un genre de mollusques gastéropodes de la famille des Buccinidae.

## Liste des espèces
- Ancistrolepis beringianus Dall, 1919.
- Ancistrolepis bicintus Dall, 1919.
- Ancistrolepis (Clinopegma) buccinoides T. Habe & K. Ito, 1965.
- Ancistrolepis eucosmius Dall, 1919.
- Ancistrolepis Fujitai T. Kuroda, 1931.
- Ancistrolepis grammatus Dall, 1907
- Ancistrolepis kawamurai T. Habe & K. Ito, 1972.
- Ancistrolepis (Clinopegma) magna Dall, 1895.
- Ancistrolepis okhotensis Dall, 1925.
- Ancistrolepis vietnamensis B.I. Sirenko & V.N. Goryachev, 1990.